# Ryswan Hadschyjeu
Ryswan Hadschyjeu (belarussisch Рызван Гаджыеў, russisch Ризван Сабибуллаевич Гаджиев, Riswan Sabibullajewitsch Gadschijew) (* 6. Januar 1987) ist ein belarussischer Ringer. Er gewann bei Welt- und Europameisterschaften im freien Stil mehrere Medaillen und war Olympiateilnehmer 2008.

## Werdegang
Riswan Gadschijew, wie er damals noch hieß, begann als Jugendlicher 1997 in Russland mit dem Ringen. Er konzentrierte sich dabei auf den freien Stil und startete im Jahre 2002 für Russland bei der Junioren-Europameisterschaft (Cadts) in Vilnius. Er siegte dort in der Gewichtsklasse bis 42 kg Körpergewicht vor Sari Isa aus der Türkei und Suren Adjan aus Armenien.
In den nächsten Jahren konnte sich Riswan Gadschijew in Russland in seiner Gewichtsklasse gegen die starke Konkurrenz eines Mawlet Batirow, Bessik Kuduchow, Dschamal Otarsultanow oder Aljaksandr Kantojeu nicht durchsetzen und kam deshalb zu keinen Einsätzen bei internationalen Meisterschaften mehr. Er wechselte deshalb im Jahre 2007 nach Belarus und trainiert dort im Olympia-Trainings-Center des belarussischen Ringerverbandes in Minsk, wo er von Walentin Musnikow trainiert wird.
Als Ryswan Hadschyjeu wurde er 2007 bei der Weltmeisterschaft in Baku im Bantamgewicht eingesetzt und belegte dort den 3. Platz, wobei er im Halbfinale gegen Bajaraagiin Naranbaatar aus der Mongolei verlor, im Kampf um eine WM-Bronzemedaille aber gegen Sezer Akgül aus der Türkei siegte.
Im Jahre 2008 schaffte er bei der Europameisterschaft in Tampere im Bantamgewicht mit Siegen über Musa Saidulbatotow, Ukraine, Sezer Akgül und Tim Schleicher, Deutschland, den Sprung in das Finale, in dem er allerdings dem Russen Dschamal Otarsultanow unterlag. Mit dem 2. Platz bei dieser Meisterschaft qualifizierte er sich aber für die Teilnahme an den Olympischen Spielen in Peking. Dort gelang ihm ein Sieg über Maikel Antonio Perez Gonzalez aus Kuba. Gegen Dilschod Mansurow aus Usbekistan musste er aber eine Niederlage hinnehmen, schied aus und kam auf den 7. Platz.
Im Jahre 2009 gewann Ryswan Hadschyjeu bei der Weltmeisterschaft in Herning/Dänemark erneut eine Medaille. Nach Siegen über Ion Guidea, Moldawien, Shinichi Yumoto, Japan und Hassan Rahimi, Iran, einer Niederlage gegen Yang Kyong-il, Nordkorea und einem Sieg über Krasimir Krastanow aus Großbritannien erhielt er eine WM-Bronzemedaille. Bei der Weltmeisterschaft 2010 in Moskau siegte er über Ghenadi Tulbea aus Monaco und Alexandru Chirtoacă aus Rumänien, unterlag aber danach gegen Toğrul Əsgərov aus Aserbaidschan und Bajaraagiin Naranbaatar und landete deshalb nur auf dem 8. Platz.

## Internationale Erfolge
| Jahr | Platz | Wettbewerb                                               | Gewichtskl.  | Ergebnis |
| ---- | ----- | -------------------------------------------------------- | ------------ | --- |
| 2002 | 1.    | Junioren-EM (Cadets) in Vilnius                          | bis 42 kg KG | vor Sari Isa, Türkei und Suren Adjan, Armenien |
| 2007 | 1.    | Alexander-Medwed-Turnier in Minsk                        | Bantam       | vor Nariman Israpilow, Russland, Matt Azevedo, USA u. Khaibula Schaalow, Russland |
| 2007 | 3.    | WM in Baku                                               | Bantam       | nach Siegen über Elgin Elwais, PLW, Taghi Dadashi, Iran u. Schassulan Muchtarbekulow, Kasachstan, einer Niederlage gegen Bajaraagiin Naranbaatar, Mongolei u. einem Sieg über Sezer Akgül, Türkei |
| 2008 | 1.    | Alexander-Medwed-Turnier in Minsk                        | Bantam       | vor Namig Sewdimow, Aserbaidschan u. Nariman Israpilow |
| 2008 | 2.    | Dave-Schultz-Memorial in Colorado Springs                | Bantam       | hinter Bajaraagiin Naranbaatar, vor Stephen Abas u. Nick Simmons, bde. USA |
| 2008 | 2.    | EM in Tampere                                            | Bantam       | nach Siegen über Musa Saidulbatotow, Ukraine, Sezer Akgül u. Tim Schleicher, Deutschland u. einer Niederlage gegen Dschamal Otarsultanow, Russland                                                |
| 2008 | 7.    | OS in Peking                                             | Bantam       | nach einem Sieg über Maikel Antonio Perez Gonzalez, Kuba u. einer Niederlage gegen Dilschod Mansurow, Usbekistan                                                                                  |
| 2009 | 5.    | Heydar-Alijew-Golden-Grand-Prix in Baku                  | Bantam       | hinter Namig Sewdimow, Yasuhiro Inaba, Japan, Yaser Khalpour, Iran u. Kim Hyo-sub, Südkorea |
| 2009 | 3.    | WM in Herning/Dänemark                                   | Bantam       | nach Siegen über Ion Guidea, Moldawien, Shinichi Yumoto, Japan u. Hassan Rahimi, Iran, einer Niederlage gegen Yang Kyong-il, Nordkorea u. einem Sieg über Krasimir Krastanow, Großbritannien      |
| 2010 | 1.    | Alexander-Medwed-Turnier in Minsk                        | Bantam       | vor Ghenadi Tulbea, Juri Ledenow, Ukraine u. Dschamal Otarsultanow |
| 2010 | 8.    | WM in Moskau                                             | Bantam       | nach Siegen über Ghenadi Tulbea u. Alexandru Chirtoacă, Rumänien u. Niederlagen gegen Toğrul Əsgərov, Aserbaidschan u. Bajaraagiin Naranbaatar                                                    |
| 2010 | 3.    | Imamali-Habibi & Abdollah-Mohawed-Cup in Ghaemshahr/Iran | Feder        | hinter Ibrahim Nasiria Frachali, Iran u. Albert Kairchanow, Russland, gemeinsam mit Coleman Scott, USA                                                                                            |

Erläuterungen
- alle Wettbewerbe im freien Stil
- OS = Olympische Spiele, WM = Weltmeisterschaft, EM = Europameisterschaft
- Bantamgewicht, bis 55 kg, Federgewicht, bis 60 kg Körpergewicht